# Helmscheid
Helmscheid ist der nördlichste Stadtteil der Kreisstadt Korbach im nordhessischen Landkreis Waldeck-Frankenberg. Zum Ort gehört auch das Gut Dingeringhausen, das 1036 erstmals schriftlich erwähnt wurde.

## Geographie
Helmscheid liegt im nördlichsten Zipfel der Kreisstadt Korbach, auf einem Südosthang der Ausläufer des Rheinischen Schiefergebirges in 405 bis 440 m Höhe zwischen den drei Stauseen des Waldecker Landes (Edersee, Twistesee und Diemelsee).  Räumlich grenzt Helmscheid auch an die Gemeinden Twistetal und Diemelsee.

## Geschichte
Die älteste bekannte schriftliche Erwähnung von Helmscheid unter dem Namen Helmonscede wird in die Jahre 826–876 datiert.
Am 1. Juli 1970 wurde die bis dahin selbständige Gemeinde Helmscheid im Zuge der Gebietsreform in Hessen auf freiwilliger Basis in die Kreisstadt Korbach eingegliedert. Die Gemeinde Helmscheid hatte eine Fläche von 5,53 km². Für Helmscheid, wie für alle eingegliederten ehemals eigenständigen Gemeinden von Korbach, wurden Ortsbezirke mit Ortsbeirat und Ortsvorsteher nach der Hessischen Gemeindeordnung gebildet.
Die folgende Liste zeigt im Überblick die Staaten und deren nachgeordnete Verwaltungseinheiten, denen Helmscheid angehörte:
- 1546: Heiliges Römisches Reich, Grafschaft Waldeck, Amt Mengeringhausen
- ab 1712: Heiliges Römisches Reich, Fürstentum Waldeck, Amt Eisenberg
- ab 1806: Fürstentum Waldeck-Pyrmont, Amt Eisenberg
- ab 1815:  Fürstentum Waldeck, Oberamt des Eisenbergs (Sitz in Korbach)
- ab 1850: Fürstentum Waldeck-Pyrmont (seit 1849), Kreis des Eisenbergs (Sitz in Korbach)
- ab 1871: Deutsches Reich, Fürstentum Waldeck-Pyrmont, Kreis des Eisenbergs
- ab 1919: Deutsches Reich, Freistaat Waldeck, Kreis des Eisenbergs
- ab 1929: Deutsches Reich, Freistaat Preußen, Provinz Hessen-Nassau, Regierungsbezirk Kassel, Kreis des Eisenbergs
- ab 1942: Deutsches Reich, Freistaat Preußen, Provinz Hessen-Nassau, Landkreis Waldeck
- ab 1944: Deutsches Reich, Freistaat Preußen, Provinz Kurhessen, Landkreis Waldeck
- ab 1945: Amerikanische Besatzungszone, Groß-Hessen, Regierungsbezirk Kassel, Landkreis Waldeck
- ab 1946: Amerikanische Besatzungszone, Hessen, Regierungsbezirk Kassel, Landkreis Waldeck
- ab 1949: Bundesrepublik Deutschland, Hessen, Regierungsbezirk Kassel, Landkreis Waldeck
- ab 1974: Bundesrepublik Deutschland, Hessen, Regierungsbezirk Kassel, Landkreis Waldeck-Frankenberg
- ab 1970: Bundesrepublik Deutschland, Hessen, Regierungsbezirk Kassel, Landkreis Waldeck, Stadt Korbach[Anm. 1]
- ab 1974: Bundesrepublik Deutschland, Hessen, Regierungsbezirk Kassel, Landkreis Waldeck-Frankenberg, Stadt Korbach

## Einwohnerentwicklung
| Quelle: Historisches Ortslexikon |                         |
| • 1541:                          | 8 Häuser                |
| • 1620:                          | 12 Häuser               |
| • 1650:                          | ein Haus                |
| • 1738:                          | 13 Häuser               |
| • 1770:                          | 14 Häuser, 93 Einwohner |

| Helmscheid: Einwohnerzahlen von 1770 bis 2020 | Helmscheid: Einwohnerzahlen von 1770 bis 2020 | Helmscheid: Einwohnerzahlen von 1770 bis 2020 | Helmscheid: Einwohnerzahlen von 1770 bis 2020 | Helmscheid: Einwohnerzahlen von 1770 bis 2020 |
| --- | --------------------------------------------- | --------------------------------------------- | --------------------------------------------- | --------------------------------------------- |
| Jahr |                                               |                                               |                                               | Einwohner                                     |
| 1770 | 1770                                          |                                               | 93                                            | 93                                            |
| 1800 | 1800                                          |                                               | ?                                             | ?                                             |
| 1834 | 1834                                          |                                               | 143                                           | 143                                           |
| 1840 | 1840                                          |                                               | 163                                           | 163                                           |
| 1846 | 1846                                          |                                               | 176                                           | 176                                           |
| 1852 | 1852                                          |                                               | 163                                           | 163                                           |
| 1858 | 1858                                          |                                               | 137                                           | 137                                           |
| 1864 | 1864                                          |                                               | 141                                           | 141                                           |
| 1871 | 1871                                          |                                               | 147                                           | 147                                           |
| 1875 | 1875                                          |                                               | 135                                           | 135                                           |
| 1885 | 1885                                          |                                               | 160                                           | 160                                           |
| 1895 | 1895                                          |                                               | 160                                           | 160                                           |
| 1905 | 1905                                          |                                               | 199                                           | 199                                           |
| 1910 | 1910                                          |                                               | 179                                           | 179                                           |
| 1925 | 1925                                          |                                               | 202                                           | 202                                           |
| 1939 | 1939                                          |                                               | 193                                           | 193                                           |
| 1946 | 1946                                          |                                               | 328                                           | 328                                           |
| 1950 | 1950                                          |                                               | 337                                           | 337                                           |
| 1956 | 1956                                          |                                               | 292                                           | 292                                           |
| 1961 | 1961                                          |                                               | 227                                           | 227                                           |
| 1967 | 1967                                          |                                               | 209                                           | 209                                           |
| 1971 | 1971                                          |                                               | 229                                           | 229                                           |
| 1980 | 1980                                          |                                               | 211                                           | 211                                           |
| 1990 | 1990                                          |                                               | 192                                           | 192                                           |
| 1995 | 1995                                          |                                               | 189                                           | 189                                           |
| 2000 | 2000                                          |                                               | 193                                           | 193                                           |
| 2003 | 2003                                          |                                               | 203                                           | 203                                           |
| 2005 | 2005                                          |                                               | 196                                           | 196                                           |
| 2010 | 2010                                          |                                               | 181                                           | 181                                           |
| 2011 | 2011                                          |                                               | 174                                           | 174                                           |
| 2015 | 2015                                          |                                               | 166                                           | 166                                           |
| 2020 | 2020                                          |                                               | 162                                           | 162                                           |
| Datenquelle: Historisches Gemeindeverzeichnis für Hessen: Die Bevölkerung der Gemeinden 1834 bis 1967. Wiesbaden: Hessisches Statistisches Landesamt, 1968. Weitere Quellen: LAGIS Stadt Korbach; Zensus 2011 |                                               |                                               |                                               |                                               |

## Religion

Romanische Kapelle in Helmscheid

Der älteste bekannte Nachweis einer Kirche  stammt aus dem Jahr 1566/1567, als Bauarbeiten an der Kirche zu Helmscheid erwähnt wurden. Die romanische Kapelle wurde nach den Zerstörungen im Dreißigjährigen Krieg in veränderter Form wieder hergestellt und in den Jahren  1927/28 vollständig erneuert.
Die Grafschaft Waldeck führte ab 1526 in ihrem Gebiet die Reformation ein. In Helmscheid wurde die Reformation vermutlich dem Berndorfer Pfarrer Johannes Russel um 1532 eingeführt. Als Filialgemeinde gehörte Helmscheid zur Pfarrei Berndorf. Seit 2012 bilden die drei Ortschaften Berndorf, Helmscheid und Mühlhausen die Evangelische Kirchengemeinde Oberes Twistetal-Helmscheid. Im Jahr 1885 waren alle 160 Einwohnern evangelisch. Im Jahr 1961 wurden 154 evangelische (91,2 %) und 18 katholische (7,9 %) Christen gezählt.

## Kultur und Sehenswürdigkeiten
Das ländliche geprägte und gepflegte Dorf hat kaum Durchgangsverkehr und ist von Bachtälern und Wäldern umgeben. Die kleine, im Kern romanische Kapelle in der Dorfmitte wurde im 12. Jahrhundert erbaut, nach Zerstörungen im Dreißigjährigen Krieg verändert und 1927/28 vollständig renoviert.
Den Ortskern zieren mehrere alte Fachwerkhäuser mit niedersächsischem Charakter. Das älteste Haus wurde vor ca. 400 Jahren gebaut; seinen vorgekargten Querbalken zieren Schnitzereien und Inschriften. Dorfmittelpunkt sind der Spielplatz, die Kirche und das Dorfgemeinschaftshaus (die ehemalige Schule), ein Natursteingebäude mit hellgelbem Anbau. Dort spielt sich das kulturelle Leben ab. Das Dorfgemeinschaftshaus ist Treffpunkt örtlicher Vereine.

## Wirtschaft und Infrastruktur
Helmscheid ist eher landwirtschaftlich geprägt und liegt verkehrsgünstig in ca. 8 km Entfernung zur Kreisstadt Korbach. Dort sind zahlreiche Arbeitsplätze. Korbach bietet gute Einkaufsmöglichkeiten und sichert die medizinische Grundversorgung. Zusätzlich kommen wöchentlich ein rollender Lebensmittelwagen, ein rollender Getränkehandel und zweimal wöchentlich ein Bäckerwagen.
Es besteht eine gute ÖPNV- und AST-Taxi Anbindung.

## Persönlichkeiten
- Johann Wilhelm Grebe (1779–1840), Landwirt und Abgeordneter
- Wilhelm Grebe (1805–1879), Landwirt und Abgeordneter